# 九巴觀塘車廠
九巴觀塘車廠（KMB Kwun Tong Depot），廠徽為「K」，是九龍巴士一個已經停止運作的車廠，分別位於觀塘巧明街81及98號，於1990年被九巴九龍灣車廠取代，並分別於1995年及2008年正式關閉。

## 歷史
九巴觀塘車廠用地，是於1967年經公開拍賣會投得的，包括地下、1樓及天台總樓面面積115萬平方呎。
觀塘車廠曾是九巴三間主要車廠之一，與荔枝角車廠及元朗車廠並立，因觀塘譯名為「Kwun Tong」，故廠徽為「K」。
觀塘車廠當時分為A廠及B廠，當中A廠已被重建成創紀之城一期，而B廠亦已重建為The Millennity。
1993年12月，九巴以12億2300萬港元，將A廠售予大股東新鴻基地產，以將廠房重建為創紀之城一期，並於翌年1月獲特別股東大會通過。
2009年，九巴以9億8000萬港元，將B廠土地轉售予母公司載通國際旗下兩間附屬公司。12月12日，新鴻基地產以4億9000萬元向載通購入觀塘車廠B廠項目的一半權益，以便日後共同發展並重建成商業大廈。
2015年，1樓轉作停泊九巴姊妹公司陽光巴士。
2016年4月，有媒體揭發車廠地下轉為公眾收費停車場用途，廠內外掛上私家車泊位時租及月租收費廣告橫額，廠內除停泊了私家車外還有數部旅遊巴。
2016年8月4日，載通國際控股全資附屬公司KTRE與新鴻基地產全資附屬公司TRL，接納地政總署就觀塘地段第240號，即B廠土地契約修訂由工業轉為非住宅用途（不包括酒店、加油站及護理院舍）所給予的43.05億元補地價，地盤面積約95,830平方呎，最高總樓面面積為約1,150,004平方呎。
2019年2月18日，B廠用地獲屋宇署批建2座21層高（位於12層基座商場之上及4層地庫之上）的商業項目，總樓面約1,146,630方呎樓面，成為The Millennity。商場規模較apm更大，料為apm擴展部分，勢成矚目新地標，最快2022至2023年落成。